# Torneo NSFL Flag Élite 2013
Il Torneo NSFL Flag Élite 2013 è stato la 7ª edizione del campionato di flag football di prima squadra, organizzato dalla NSFL.

## Squadre partecipanti
| Club               | Città             | Stadio | Sponsor ufficiale | Risultato nella stagione 2012 |
| ------------------ | ----------------- | ------ | ----------------- | ----------------------------- |
| Geneva Seahawks    | Ginevra           |        |                   |                               |
| Monthey Old Rhinos | Monthey           |        |                   |                               |
| Monthey Rhinos     | Monthey           |        |                   | Quarto posto                  |
| Morges Bandits 1   | Morges            |        |                   | Terzo posto                   |
| Morges Bandits 2   | Morges            |        |                   |                               |
| Riviera Saints     | Vevey             |        |                   |                               |
| Selezione NSFL     | Losanna           |        |                   |                               |
| Sierre Woodcutters | Sierre            |        |                   |                               |
| Yverdon Ducs       | Yverdon-les-Bains |        |                   | Campioni                      |

## Stagione regolare

### Calendario

#### 1ª giornata
| Ginevra 16 marzo 2013, ore 10:00 | Geneva Seahawks | 35 – 25 | Monthey Old Rhinos | Centre sportif de Vessy |

| Ginevra 16 marzo 2013, ore 11:00 | Riviera Saints | 20 – 0 () | Sierre Woodcutters | Centre sportif de Vessy |

| Ginevra 16 marzo 2013, ore 11:00 | Yverdon Ducs | 0 – 44 | Morges Bandits 2 | Centre sportif de Vessy |

| Ginevra 16 marzo 2013, ore 12:00 | Selezione NSFL | 22 – 38 | Monthey Rhinos | Centre sportif de Vessy |

| Ginevra 16 marzo 2013, ore 13:00 | Riviera Saints | 13 – 12 | Monthey Old Rhinos | Centre sportif de Vessy |

| Ginevra 16 marzo 2013, ore 13:00 | Sierre Woodcutters | 26 – 24 | Yverdon Ducs | Centre sportif de Vessy |

| Ginevra 16 marzo 2013, ore 14:00 | Selezione NSFL | 0 – 55 | Morges Bandits 2 | Centre sportif de Vessy |

| Ginevra 16 marzo 2013, ore 14:00 | Morges Bandits 1 | 55 – 37 | Monthey Rhinos | Centre sportif de Vessy |

#### 2ª giornata
| Monthey 23 marzo 2013, ore 10:00 | Geneva Seahawks | 32 – 8 | Yverdon Ducs | Centre sportif du Verney |

| Monthey 23 marzo 2013, ore 11:00 | Riviera Saints | 48 – 2 | Monthey Rhinos | Centre sportif du Verney |

| Monthey 23 marzo 2013, ore 13:00 | Geneva Seahawks | 35 – 18 | Selezione NSFL | Centre sportif du Verney |

| Monthey 23 marzo 2013, ore 15:00 | Riviera Saints | 45 – 26 | Yverdon Ducs | Centre sportif du Verney |

#### 3ª giornata
| Monthey 30 marzo 2013 | Geneva Seahawks | 37 – 28 | Morges Bandits 1 | Terrain de Noyeraya |

| Monthey 30 marzo 2013 | Yverdon Ducs | 6 – 69 | Monthey Old Rhinos | Terrain de Noyeraya |

| Monthey 30 marzo 2013 | Selezione NSFL | 31 – 38 | Sierre Woodcutters | Terrain de Noyeraya |

#### 4ª giornata
| Monthey 6 aprile 2013, ore 11:00 | Geneva Seahawks | 37 – 70 | Morges Bandits 2 | Centre sportif du Verney |

| Monthey 6 aprile 2013, ore 11:00 | Morges Bandits 1 | 24 – 58 | Sierre Woodcutters | Centre sportif du Verney |

| Monthey 6 aprile 2013, ore 13:00 | Geneva Seahawks | 18 – 30 | Riviera Saints | Centre sportif du Verney |

| Monthey 6 aprile 2013, ore 13:00 | Monthey Old Rhinos | 100 – 0 | Morges Bandits 1 | Centre sportif du Verney |

| Monthey 6 aprile 2013, ore 15:00 | Morges Bandits 1 | 19 – 63 | Morges Bandits 2 | Centre sportif du Verney |

| Monthey 6 aprile 2013, ore 15:00 | Geneva Seahawks | 50 – 48 | Sierre Woodcutters | Centre sportif du Verney |

#### 5ª giornata
| Monthey 13 aprile 2013, ore 10:00 | Yverdon Ducs | 47 – 28 | Selezione NSFL | Centre sportif du Verney |

| Monthey 13 aprile 2013, ore 11:00 | Monthey Rhinos | 12 – 28 | Monthey Old Rhinos | Centre sportif du Verney |

| Monthey 13 aprile 2013, ore 11:00 | Riviera Saints | 50 – 12 | Morges Bandits 1 | Centre sportif du Verney |

| Monthey 13 aprile 2013, ore 12:00 | Riviera Saints | 38 – 12 | Selezione NSFL | Centre sportif du Verney |

| Monthey 13 aprile 2013, ore 13:00 | Morges Bandits 2 | 27 – 32 | Sierre Woodcutters | Centre sportif du Verney |

| Monthey 13 aprile 2013, ore 13:00 | Monthey Rhinos | 34 – 17 | Yverdon Ducs | Centre sportif du Verney |

| Monthey 13 aprile 2013, ore 14:00 | Monthey Old Rhinos | 38 – 21 | Selezione NSFL | Centre sportif du Verney |

| Monthey 13 aprile 2013, ore 15:00 | Monthey Rhinos | 38 – 53 | Morges Bandits 2 | Centre sportif du Verney |

#### 6ª giornata
| Ginevra 20 aprile 2013, ore 10:00 | Morges Bandits 1 | 20 – 0 () | Yverdon Ducs | Centre sportif de Vessy |

#### 7ª giornata
| Monthey 27 aprile 2013, ore 10:00 | Sierre Woodcutters | – | Monthey Old Rhinos | Centre sportif du Verney |

| Monthey 27 aprile 2013, ore 10:00 | Morges Bandits 2 | – | Riviera Saints | Centre sportif du Verney |

| Monthey 27 aprile 2013, ore 11:00 | Geneva Seahawks | – | Monthey Rhinos | Centre sportif du Verney |

| Monthey 27 aprile 2013, ore 13:00 | Morges Bandits 1 | – | Selezione NSFL | Centre sportif du Verney |

| Monthey 27 aprile 2013, ore 12:00 | Monthey Rhinos | – | Sierre Woodcutters | Centre sportif du Verney |

| Monthey 27 aprile 2013, ore 12:00 | Monthey Old Rhinos | – | Morges Bandits 2 | Centre sportif du Verney |

Risultati non noti.

### Classifica
La classifica della regular season è la seguente:
- PCT = percentuale di vittorie, G = partite giocate, V = partite vinte, P = partite perse, PF = punti fatti, PS = punti subiti
- La qualificazione ai playoff è indicata in verde

| Pos. | Squadra            | Punti | PCT   | G | V | P | PF  | PS  |
| ---- | ------------------ | ----- | ----- | - | - | - | --- | --- |
| 1    | Riviera Saints     | 14    | 1.000 | 7 | 7 | 0 | 244 | 82  |
| 2    | Geneva Seahawks    | 10    | .833  | 6 | 5 | 1 | 244 | 227 |
| 3    | Morges Bandits 2   | 10    | .833  | 6 | 5 | 1 | 312 | 126 |
| 4    | Sierre Woodcutters | 8     | .667  | 6 | 4 | 2 | 202 | 176 |
| 5    | Monthey Old Rhinos | 8     | .667  | 6 | 4 | 2 | 272 | 87  |
| 6    | Monthey Rhinos     | 4     | .333  | 6 | 2 | 4 | 161 | 223 |
| 7    | Morges Bandits 1   | 4     | .286  | 7 | 2 | 5 | 158 | 345 |
| 8    | Yverdon Ducs       | 2     | .125  | 8 | 1 | 7 | 128 | 298 |
| 9    | Selezione NSFL     | 0     | .000  | 7 | 0 | 7 | 132 | 289 |

## Playoff

### Finale 3º-4º posto
| Monthey 27 aprile 2013, ore 15:30 | Sierre Woodcutters | 28 – 25 | Geneva Seahawks | Centre sportif du Verney |

### VII NSFL Bowl
| Monthey 27 aprile 2013, ore 15:30 | Monthey Old Rhinos | 27 – 25 | Riviera Saints | Centre sportif du Verney |

## Verdetti
- Monthey Old Rhinos Campioni NSFL Flag Élite 2013